# Chelonus longistriatus
Chelonus longistriatus är en stekelart som beskrevs av Ji och Chen 2003. Chelonus longistriatus ingår i släktet Chelonus och familjen bracksteklar. Inga underarter finns listade i Catalogue of Life.